# تشيرنوبليت (لعبة فيديو)
تشيرنوبليت (بالإنجليزية: Chernobylite)‏ هي لعبة خيال علمي بقاء من تطوير شركة ذا فارم 51، صدرت في 28 يوليو 2021 على مايكروسوفت ويندوز. وفي 18 سبتمبر 2021 على بلاي ستيشن 4 وإكس بوكس ون. وفي 21 أبريل 2022 على بلاي ستيشن 5 وإكس بوكس سيريس إكس وسيريس إس.

## وصلات خارجية
- تشيرنوبليت على موقع IMDb (الإنجليزية)